# Мирагоан
Мирагоан (фр. Miragoâne, гаит. креол. Miragwàn) — портовый город на юго-западе Гаити, административный центр департамента Нип.

## Географическое положение
Абсолютная высота — 0 метров над уровнем моря. В километре к югу от города находится озеро Мирагоан — крупнейшее в Гаити пресноводное озеро.

## Население
По данным на 2013 год численность населения составляет 5586 человек.
Динамика численности населения города по годам:
| 1982 | 2013 |
| ---- | ---- |
| 4327 | 5586 |